# Aleksej Navalni
Aleksej Anatoljevič Navalni (rusko Алексе́й Анато́льевич Нава́льный), ruski politik, pravnik in aktivist, * 4. junij 1976, Moskva, Sovjetska zveza, † 16. februar 2024, Harp, Jamalo-Nenško avtonomno okrožje, Rusija.
Navalni je bil znan zlasti po soorganizaciji številnih protivladnih demonstracij ter po zavrnjeni predsedniški kandidaturi. Zagovarjal je reforme proti korupciji v Rusiji in zavzemal stališča proti ruskemu predsedniku Vladimirju Putinu in njegovi vladi. Navalni je bil član ruskega opozicijskega koordinacijskega sveta in vodja stranke Rusija prihodnosti in ustanovitelj Fundacije za boj proti korupciji (FBK).
Med leti 2009 in 2013 je kot govornik sodeloval na Ruskih marših, ki so zaradi nasprotovanja ostalim narodnostim v Ruski federaciji bili označeni za nacionalistične in skrajno desničarske. Kasneje se od gibanja je delno distanciral in se označil za »nacionalističnega demokrata«. Pri tem je obstoječa desničarsko-ekstremistična gesla le nekoliko omilil, ne da bi spremenil njihovo vsebino.
Leta 2021 je Navalni imel več kot šest milijonov naročnikov na YouTubu. Preko svojih kanalov družbenih medijev je objavljal gradivo o korupciji v Rusiji, organiziral politične demonstracije in promoviral svoje politične kampanje. V radijskem intervjuju leta 2011 je rusko vladajočo stranko Združena Rusija opisal kot »stranko prevarantov in tatov«, kar je postalo priljubljen epitet. Navalni in FBK sta objavila preiskave o domnevni korupciji visokih ruskih uradnikov. Marca 2017 sta Navalni in FBK izdala dokumentarni film On Is Not Demon za vas, v katerem Dmitrija Medvedjeva, takratnega premierja in nekdanjega predsednika Rusije, obtožujeta korupcije, kar je povzročilo množične proteste po vsej državi.
Julija 2013 je Navalni prejel pogojno kazen zaradi poneverbe. Kljub temu mu je bilo dovoljeno kandidirati na volitvah za župana v Moskvi leta 2013 in se je s 27 % glasovi povzpel na drugo mesto, kar je preseglo pričakovanja, vendar je izgubil boj proti sedanjemu županu Sergeju Sobjaninu. Decembra 2014 je Navalni prejel še eno pogojno kazen zaradi poneverbe. Obe njegovi kazenski zadevi sta bili na splošno ocenjeni kot politično motivirani in da bi mu preprečili kandidiranje na prihodnjih volitvah. Evropsko sodišče za človekove pravice (ESČP) je pozneje razsodilo, da so ti primeri kršili pravico do poštenega sojenja do Navalnega, a njegove kazni niso bile nikoli razveljavljene. Decembra 2016 je Navalni začel svojo predsedniško kampanjo za predsedniške volitve 2018, vendar mu je to ruska centralna volilna komisija (CEC) preprečila zaradi njegove predhodne kazenske obsodbe; Rusko vrhovno sodišče je pozneje zavrnilo njegovo pritožbo. Leta 2017 je Navalni za CEC izjavil, da bo lahko kandidiral za predsednika šele po letu 2028. Leta 2018 je Navalni uvedel pametno glasovanje, taktično strategijo glasovanja, namenjeno združitvi glasov tistih, ki nasprotujejo koalicijski Združeni Rusiji.
Avgusta 2020 je bil Navalni v Nemčiji hospitaliziran zaradi resnega stanja po zastrupitvi z živčnim sredstvom Novičok. V bolnišnici v Berlinu so ga zdravili in mesec dni pozneje odpustili. Navalni je obtožil Putina, da je odgovoren za njegovo zastrupitev, v preiskavo pa so bili vpleteni agenti zvezne varnostne službe (FSB). Evropska unija, Združeno kraljestvo in ZDA so odgovorile z uvedbo sankcij proti visokim ruskim uradnikom. 17. januarja 2021 se je Navalni vrnil v Rusijo in bil pridržan zaradi obtožb o kršitvi pogojev pogojnega izpusta (naloženih zaradi njegove obsodbe iz leta 2014), ker se ni prijavil ruski Zvezni službi za zapore (FSIN) dvakrat na mesec v času njegove bolezni. Po aretaciji in izidu dokumentarca Putinova palača, ki je razkril domnevno Putinovo palačo ob Črnem morju in Putina obtožuje korupcije, so po Rusiji potekali množični protesti. 2. februarja je bila njegova pogojna obsodba nadomeščena z zaporno kaznijo več kot dve leti in pol pripora v popravno-delovni koloniji v Vladimirski regiji. Resolucija ESČP je zahtevala njegovo izpustitev. Medtem, ko je bil v zaporu, so Navalni in skupine za človekove pravice obtožile ruske oblasti, da so ga podvrgle mučenju. Amnesty International ga priznava za zapornika vesti. Oktobra 2021, ko je bil še v zaporu, je prejel nagrado Saharova za svoje delo na področju človekovih pravic. Marca 2022 je bil Navalni obsojen na dodatnih 9 let zapora, potem ko je bil v novem sojenju spoznan za krivega zaradi poneverbe in nespoštovanja do sodišča. Konec decembra 2023 je bil Navalni po več tednih nedosegljivosti premeščen v kazensko kolonijo št. 3 (FKU IK-3), del nekdanjega gulaga v polarnem krogu.

## Smrt
Ruska zvezna zaporniška služba (FSIN) je 16. februarja 2024 sporočila, da je Navalni umrl v zaporu. Natančen vzrok smrti uradno ni bil naveden. Smrt Navalnega je spodbudila številne proteste in zborovanja v različnih državah, tudi v Rusiji, kjer je bilo pridržanih več sto udeležencev žalnih zborovanj. Zahodni uradniki in ruski opozicijski aktivisti menijo, da so za njegovo smrt odgovorne ruske oblasti, nekateri pa so kot odgovornega obtožili tudi ruskega predsednika Vladimirja Putina.